# Brauweiler (Rheinland-Pfalz)
Brauweiler település Németországban, Rajna-vidék-Pfalz tartományban. Lakosainak száma 52 fő (2023. december 31.).

## Népesség
A település népességének változása:
| Lakosok száma | 102  | 59   | 54   | 53   | 59   | 52   |
|               | 1975 | 2017 | 2019 | 2021 | 2022 | 2023 |